# 大橋雅人
大橋 雅人（おおはし まさと）は、日本のベーシスト、作曲家。

## 来歴
- 1991年 - 川島だりあの2枚目のシングル「Don't Look Back」で、ベースに参加。同時に、国内外問わずライブサポート・ミュージシャンとして活動。
- 1994年 - 川島のバンドFEEL SO BADに加入。

## 楽曲提供

### 作曲
- 前田亘輝「WHY?」「Don't You Got Big Balls!」（川島だりあと共同作曲）

### 編曲
- 北原愛子「雪」
- 小泉ニロ「雨の日、ボーイフレンド」「あなたの日記には」
- 高岡亜衣「なんだかんだ幸せ」「さぁ 頑張っていこうぜ Human」

## レコーディング参加
- 上原あずみ『生きたくはない僕ら』
- 近藤房之助「TRAVELING」
- 竹井詩織里「DRIVE」
- BUZZLIP『BUZZLIP』「Wild Rock」